# Lábod
Lábod je obec v maďarské župě Somogy. V roce 2011 zde žilo 1 995 obyvatel.